# Constitutioneel referendum in Liberia (1907)
Het constitutioneel referendum in Liberia van 1907 werd op 7 mei van dat jaar gehouden en handelde over het voornemen om het termijn van de president en de parlementariërs te verlengen. Het termijn van de president zou moeten worden opgerekt van twee naar vier jaar. Ook het termijn van de leden van het Huis van Afgevaardigden zou moeten worden opgerekt van twee naar vier jaar; dat van senatoren van vier naar zes jaar. Een meerderheid van de kiezers, 77,7%, stemde in met het referendum.
Soortgelijk referenda vonden in 1869 en in 1870 ook al eens plaats.

## Uitslag
| Keuze                           | Stemmen | %     |
| ------------------------------- | ------- | ----- |
| "Ja"                            | 5.112   | 77,70 |
| "Neen"                          | 1.467   | 22,30 |
| Totaal                          | 6.579   | 100   |
| Geregistreerde kiezers/ opkomst |         |       |
| Bron: AED                       |         |       |

Het referendum vond tegelijkertijd plaats met de verkiezingen.